# Хатсон, Трейси
Тре́йси Ха́тсон (англ. Tracy Hutson; Даллас, Техас, США) — американская актриса.

## Биография
Трейси Хатсон родилась в Далласе (штат Техас, США), а в 1997 году она переехала в Лос-Анджелес (штат Калифорния, США), чтобы начать карьеру.
Трейси дебютировала в кино в 1997 году, сыграв роль Белинды в фильме «Смешанные сигналы». Всего Хатсон сыграла в пяти фильмах и телесериалах. С 1999 года она также является дизайнером.
В 2006—2011 года Трейси была замужем за актёром Бэрри Уотсоном (род. 1974). У бывших супругов есть два сына — Оливер Уотсон (род. 02.05.2005) и Феликс Уотсон (род. 13.11.2007).